# Leonard William Tancock
Leonard William Tancock (* 6. Oktober 1902; † 3. Mai 1986) war ein britischer Romanist, Französist und Übersetzer.

## Leben und Werk
Tancock war Professor für Französisch am University College London. Er gab seit ihrer Gründung 1930 die bibliografische Zeitschrift The Year's work in modern language studies heraus und übersetzte zahlreiche klassische Texte aus dem Französischen.

## Werke (Übersetzungen für Penguin Books,  Harmandsworth)
- Abbé Prévost, Manon Lescaut, 1949.
- Émile Zola, Germinal, 1954.
- La Rochefoucauld, Maxims, Penguin, 1959.
- Émile Zola, Thérèse Raquin, 1962.
- Benjamin Constant, Adolphe, 1964.
- Denis Diderot, Rameau's nephew and D'Alembert's dream, 1966.
- Émile Zola, The debacle, 1972.
- Denis Diderot, The nun, 1974.
- Guy de Maupassant, Pierre and Jean, 1979.
- Voltaire, Letters on England, 1980.
- Marivaux, Up from the country. Infidelities. The game of love and chance, 1980.
- Marie de Rabutin-Chantal Sévigné, Selected Letters, 1982.